# Cephalodella zeteta
Cephalodella zeteta är en hjuldjursart som beskrevs av Wulfert 1961. Cephalodella zeteta ingår i släktet Cephalodella och familjen Notommatidae. Inga underarter finns listade i Catalogue of Life.